# عبد الرحمن بن نعيم
عبد الرحمن بن نعيم الأزدي الغامدي أمير خرسان (100 - 102 هـ) هو ثامن الولاة الأمويين على خراسان الكبرى في عهد الخليفة عمر بن عبد العزيز.
وقد ولى الخليفة عمر بن عبد العزيز الأمير عبد الرحمن بن نعيم على خراسان الكبرى في رمضان 100هـ وعُزل سنة 102هـ
وهو عبد الرحمن بن نعيم بن زهير بن شهر بن رزيق بن عامر بن التوأم بن بكر بن ثعلبة بن الدؤل بن سعد مناه بن غامد

## كتاب عمر بن عبد العزيز له
أرسل له عمر بن عبد العزيز كتاباً قبل تسليمه ولاية خراسان وفيه:
من عمر بن عبد العزيز إلى عبد الرحمن بن نعيم؛
"أما بعد، فكن عبدا ناصحا لله في عباده، ولا يأخذك في الله لومة لائم، فإن الله أولى بك من الناس، وحقه عليك أعظم، فلا تولين شيئا من أمر المسلمين إلا المعروف بالنصيحة لهم والتوفير عليهم، وأداء الأمانة فيما استرعي،"وإياك أن يكون ميلك ميلا إلى غير الحق، فان الله لا تخفى عليه خافية، ولا تذهبن عن الله مذهبا، فإنه لا ملجأ من الله إلا إليه."

## بعض أخباره في السير
أوكل له عمر بن عبد العزيز على حرب خراسان وسجستان
«قال علي، عن مُحَمَّد الباهلي، وأبي نهيك بن زياد وغيرهما: إن عمر بن عبد العزيز بعث بعهد عبد الرحمن بن نعيم على حرب خراسان وسجستان مع عبد الله بن صخر القرشي، فلم يزل عبد الرحمن بن نعيم على خراسان حتى مات عمر بن عبد العزيز»
«كتب الجنيد بن عبد الرحمن إلى هشام يستمده فأمده بعمرو بن مسلم في عشرة آلاف رجل من أهل البصرة، وبعبد الرحمن بن نعيم في عشرة آلاف من أهل الكوفة، وحمل إليه ثلاثين ألف قناة وثلاثين ألف ترس.»
و قد استخلف يزيد بن عبد الملك عبد الرحمن بن نعيم على الخراج كما وضعه اسد بن عبد الله القسري على الجُند
وهو الذي عندما عطش المسلمين العطش الكبير حمل عشرون قربةً على أبِلِهُ فوزعهّا على المسلمين فشرب الناس منها
من اخباره انه كان رئيس قبائل ربيعة النزارية وهو الذي استشاره الجنيد في أمر الدعاة العباسيون وكان من قرون مضر وكبارها رغم أنه قحطاني
وهو الذي وجهه ابن قحطبة مع اخوة حميد ومسعود بن علاج كلُّ قائدً في اصحابة وعبد الرحمن بن نعيم ألغامدي في أصحابه فدخلوا المدائن